# フォー
フォー（ベトナム語：phở / 𬖾 [fəː˧˩˧] ( 音声ファイル)）とは、ベトナム料理で用いられる平たいライスヌードル（麺）である。「フォー・ボー（牛骨のスープ）」と「フォー・ガー（鶏スープ）」の2種類のスープがある。

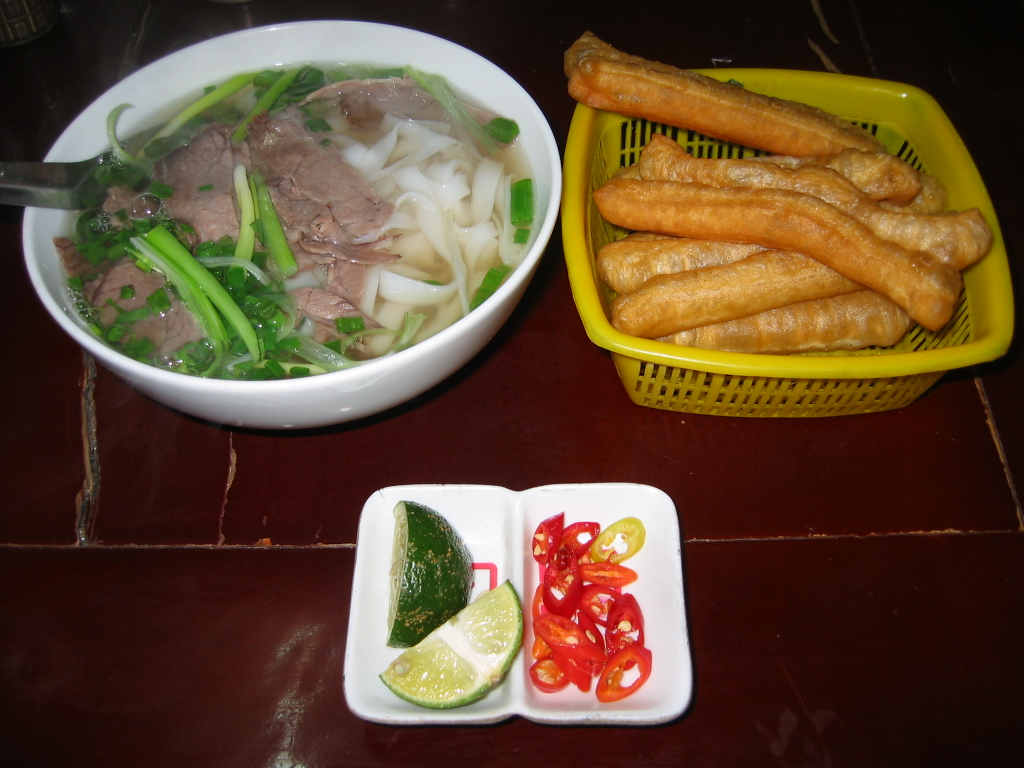
油条とともに供えられるフォー

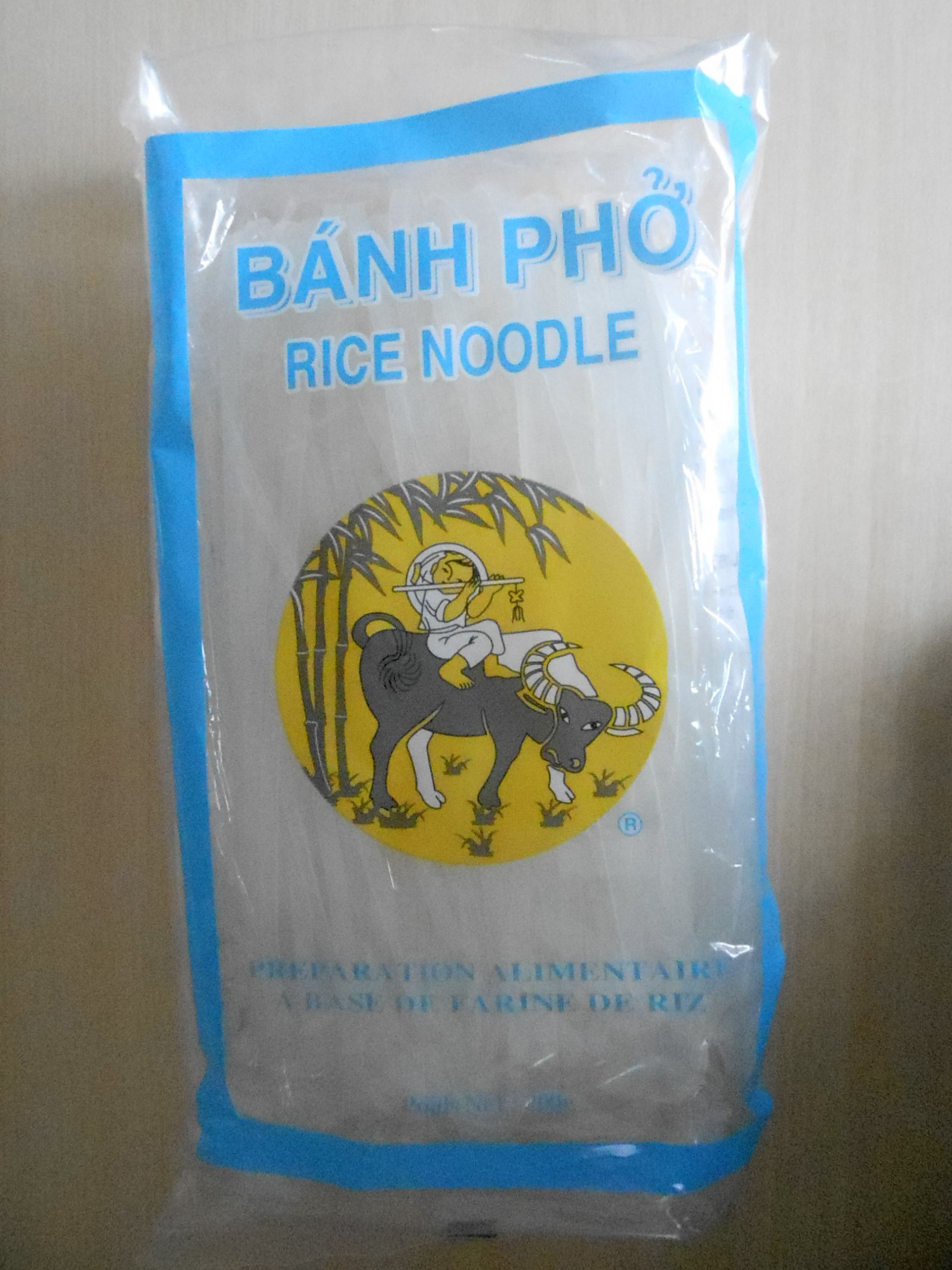
日本のユウキ食品が発売しているフォー

## 概要
形状は日本のきしめんに似るが、原料は米粉と水である。水に漬けた米を挽いてペースト状にしたものを熱した金属板などの上に薄く流し、多少固まったものを裁断して麺にする。中国広東省潮州市の粿条、広州市の河粉、広西チワン族自治区桂林市の切粉（中国語：チエフェン）などとほぼ同様のものである。
フォーといえばベトナムの代表的な食べ物だと思われがちだが、本場はベトナム北部である。南部でもフォーは食べられるが、フォーよりもフーティウやブンが好まれる。
比較的歴史の浅い料理であり、登場したのはフランス領インドシナ時代の20世紀初頭である。ハノイないしナムディンで生まれたとする説が有力である。1954年の第一次インドシナ戦争のジュネーヴ協定締結（1954年）により、ベトナムでは社会主義国家のベトナム民主共和国（北ベトナム）と、西側陣営寄りのベトナム共和国（南ベトナム）が分立し、フォーはベトナム北部から中部・南部へと伝播していった。また、1975年のベトナム戦争終結に前後して社会主義支配を嫌うベトナム人が世界各地に亡命したことに伴い、海外にも広まった。

### 日本におけるフォー
日本ではエスニック料理の定着や在日ベトナム人の増加により、フォー用の乾麺が輸入されて市販またはベトナム料理店で提供されているほか、日本留学経験者が起業したベトナム企業によりレトルト食品も開発されている。日本のベトナム料理店で提供されているフォーは、日本人の好みに合わせてか、「フォー・ガー（鶏スープ）」がほとんどである。

## 起源と語源と発音
フォーの起源ははっきりとしていない。フランス統治下の影響で、それまで牛肉を口にしなかったベトナム人が牛肉を食するきっかけが生まれた。
1. フランス人によるポトフ由来説
2. 中国人による牛肉粉（牛肉＋ビーフン）由来説
3. ベトナム人自らによる水牛肉の煮込み＋ビーフン由来説

などの説がある。丸くて細いビーフンは平たいフォー麺へと移行し、水牛肉はフランス人の影響で牛肉にとって代わられたと考えられている。
語源としては、フランス語の feu（ポトフ pot-au-feu のフー）から来た可能性が指摘されている。ベトナム語の phở の発音は、声調以外の部分ではイギリス英語の fur（ファー、毛皮）に近い。チュノムでは、「米」偏に「頗」という文字（「」）で記された。

## 調理法
多くの場合、牛や鶏の出汁をベースとする透明なあっさりしたスープに米麺を入れ、それに茹でた牛の薄切り肉や鶏肉、つみれ、タケノコ、様々なハーブ類や生野菜などが典型的な具材として乗る。一部では海鮮のフォーも存在する。最後に各人がライムの絞り汁、ヌクマム、ヌクチャム（唐辛子や刻みニンニクを漬けたヌクマム）、生唐辛子などを加え、好みの味に仕上げる。サイドメニューにクワイ quẩy という油条をオーダーし、汁に浸して食べることも多い。牛肉入りフォーの場合、肉の茹で具合（半生＝タイ、十分な加熱＝チン）をリクエストすることも可能である。
一般に本場とされるハノイのフォーは、肉の他にはネギを入れる程度のシンプルな盛りつけが多い。一方で南部のフォーは甘めの味付けで、たっぷりのベトナムバジル、コリアンダー、ニラ、唐辛子、生のモヤシ、裂いた空芯菜の茎、生卵の黄身などをトッピングして食べる。トッピング自体（チリソース、甘味噌ソース、ニンニク漬けなど）もテーブルの上に置いてあり、無料で好きなだけ投入できる店舗が多い。
派生メニューとしては、牛肉をワインソースで煮込んだものをスープに使用するフォー・ソットヴァン（phở sốt vang; ソットはソース、ヴァンはワインのこと）、フォーを使った具だくさんの焼きそばフォー・サオ（phở xào; フォー・アプチャオ (phở áp chảo) とも言う）などがある。
麺の主原料の米粉には、コシの元となるグルテンが含まれないため、コシを出す工夫としてタピオカ粉を混ぜることもある。

## 現状
基本的に外食する料理であり、ベトナム現地にはチェーン店も存在する。また、多くの店舗でテイクアウトすることが可能である。家庭で作られることはあまりないため、「フォーを食べる」が「不倫をする」ことの隠語になっている。
生麺使用が基本だが、生麺入手が困難な国のベトナム料理店では乾麺を使っているところも多い。
ラーメンのように麺をすすったり器に口を付けたりして食べるのはマナー違反であり、レンゲに具材と麺を載せて食べるのが正しいとされる。